# Klaus Fritzsche (Politikwissenschaftler)
Klaus Fritzsche (* 10. Juni 1940 in Chemnitz; † 1. Juni 2024) war ein deutscher Politikwissenschaftler und Hochschullehrer.

## Leben
Nach dem Abitur 1959 am Humanistischen Gymnasium Dillenburg absolvierte er eine Erststudium in Theologie und Latein, abgeschlossen 1965, und ein Zweitstudium in Politikwissenschaft und Soziologie, abgeschlossen 1969, beides an der Philipps-Universität Marburg. Nach der Promotion zum Dr. phil. 1973 war er seit 1975 Professor für Politikwissenschaft an der Justus-Liebig-Universität Gießen.
Seine Arbeitsgebiete waren politische Philosophie der Neuzeit, Geschichte und Theorien der Bürgerlichen Gesellschaft, Konservatismus, Rechtsradikalismus, Faschismus, Geschichte und Theorien der Arbeiterbewegung, Sozialismus, Marxismus, gesellschaftliche Systeme und politische Geschichte Deutschlands seit 1871 und politische Ideologien und Vorurteile, insbes. Fremdenfeindlichkeit, Antisemitismus, Rassismus.

## Schriften (Auswahl)
- Politische Romantik und Gegenrevolution. Fluchtwege in der Krise der bürgerlichen Gesellschaft: das Beispiel des „Tat“-Kreises. Frankfurt am Main 1976, ISBN 3-518-00778-5.
- als Herausgeber mit Gerhard Freiling: Konflikte um Ordnung und Freiheit. Franz Neumann zum 60. Geburtstag. Sozialwissenschaftliche Beiträge. Pfungstadt 1995, ISBN 3-927960-25-X.